# Castle Dale
Castle Dale je správní město okresu Emery County ve státě Utah. K roku 2000 zde žilo 1 657 obyvatel. S celkovou rozlohou 4,8 km² byla hustota zalidnění 342,6 obyvatel na km².